# 加拿大公務及採購部
加拿大公務及採購部（英語：Public Services and Procurement Canada）是加拿大聯邦政府部門之一，掌管政府內部公務與政府採購項目。
現任公務及採購部長是何潔思（Helena Jaczek）。

## 組織
- 會計、銀行業務及賠償
- 收購
- 諮詢、資訊及共享服務
- 企業服務、政策及通訊
- 部門監督
- 財政
- 人力資源
- 資訊科技服務
- 法律服務
- 議會
- 方案政策
- 不動產
- 翻譯局（特別執行機構）

## 外部連結
- 加拿大公務及採購部（页面存档备份，存于）